# 平塞克
平塞克，是西班牙阿拉贡自治区萨拉戈萨省的一个市镇。 总面积16平方公里，总人口1819人（2001年），人口密度114人/平方公里。